# Colonia Amador Salazar
La Colonia Amador Salazar debe su nombre al General Amador Salazar y está situada al oeste de la ciudad de Yautepec de Zaragoza, estado de Morelos, México. 
Se ubica geográficamente entre los paralelos 18°53′ de latitud norte y 99°7′ de longitud oeste del meridiano de Greenwich, a una altitud de 1500 m s. n. m. (metros sobre el nivel del mar).
El clima predominante es templado húmedo, con precipitaciones importantes durante los meses de agosto a octubre.
Este núcleo poblacional cuenta con una población estimada de 3000 habitantes y se asienta en la base de lo que se conoce como Cerro de las Tetillas, lugar emblemático mencionado en la novela El Zarco de Ignacio Manuel Altamirano, Cuenta con el Panteón municipal de los altos de Yautepec, el 70% de su población es de la religión católica, su capilla se ubica en la calle principal y lleva por nombre San Miguel Arcángel, celebrada el 29 de septiembre, con una feria.
Desde este lugar se domina los valles de Cuernavaca y Cuautla con impresionantes vistas de los dos colosos del valle de México el Popocatépetl y el Iztaccíhuatl.